# 多花距药姜
多花距药姜（学名：Cautleya cathcartii）为姜科距药姜属下的一个种。高度為45-55厘米，分佈於中國西藏聂拉木以及锡金海拔1,700-2,500米的地方。